# Comuna Dolsk, Turiisk
Dolsk (în ucraineană Дольськ) este o comună în raionul Turiisk, regiunea Volînia, Ucraina, formată din satele Dolsk (reședința) și Rastiv.

## Demografie
Componența lingvistică a satului Dolsk
     Ucraineană (98,2%)
     Rusă (1,24%)
     Alte limbi (0,55%)
Conform recensământului din 2001, majoritatea populației satului Dolsk era vorbitoare de ucraineană (98,2%), existând în minoritate și vorbitori de rusă (1,24%).